# 新克拉斯尼夫卡 (安特拉齊特區)
47°55′57″N 39°17′28″E / 47.93250°N 39.29111°E
新克拉斯尼夫卡（烏克蘭語：Новокраснівка）是位於烏克蘭東部的村莊，由盧甘斯克州羅韋尼基區的羅韋尼基市鎮負責管轄。該村始建於1857年，面積0.99平方公里，海拔高度89米，2001年人口273，人口密度每平方公里277.2人。